# تل‌ست
تل‌ست (انگلیسی: Telesat) شرکت مخابرات ماهواره‌ای کانادایی است، که در سال ۱۹۶۹ تأسیس شد.